# Autoroute A2 (Autriche)
Pour les articles homonymes, voir Autoroute A2 et Autoroute du Sud.
L'autoroute autrichienne A2 (en allemand : Süd Autobahn, « Autoroute du Sud » et en abrégé A2) est un axe autoroutier situé en Autriche, qui relie Vienne et l'autoroute urbaine A23 via Graz, capitale de la Styrie, et Klagenfurt, la capitale du Land de Carinthie, à la frontière italienne à Arnoldstein d'où continue l'autoroute italienne A23 (Autostrada Alpe-Adria) vers Udine. Longue de 377,3 kilomètres, c'est l'un des passages principaux entre le nord et le sud du pays faisant partie des routes européennes E59, E66 et E55.

## Historique

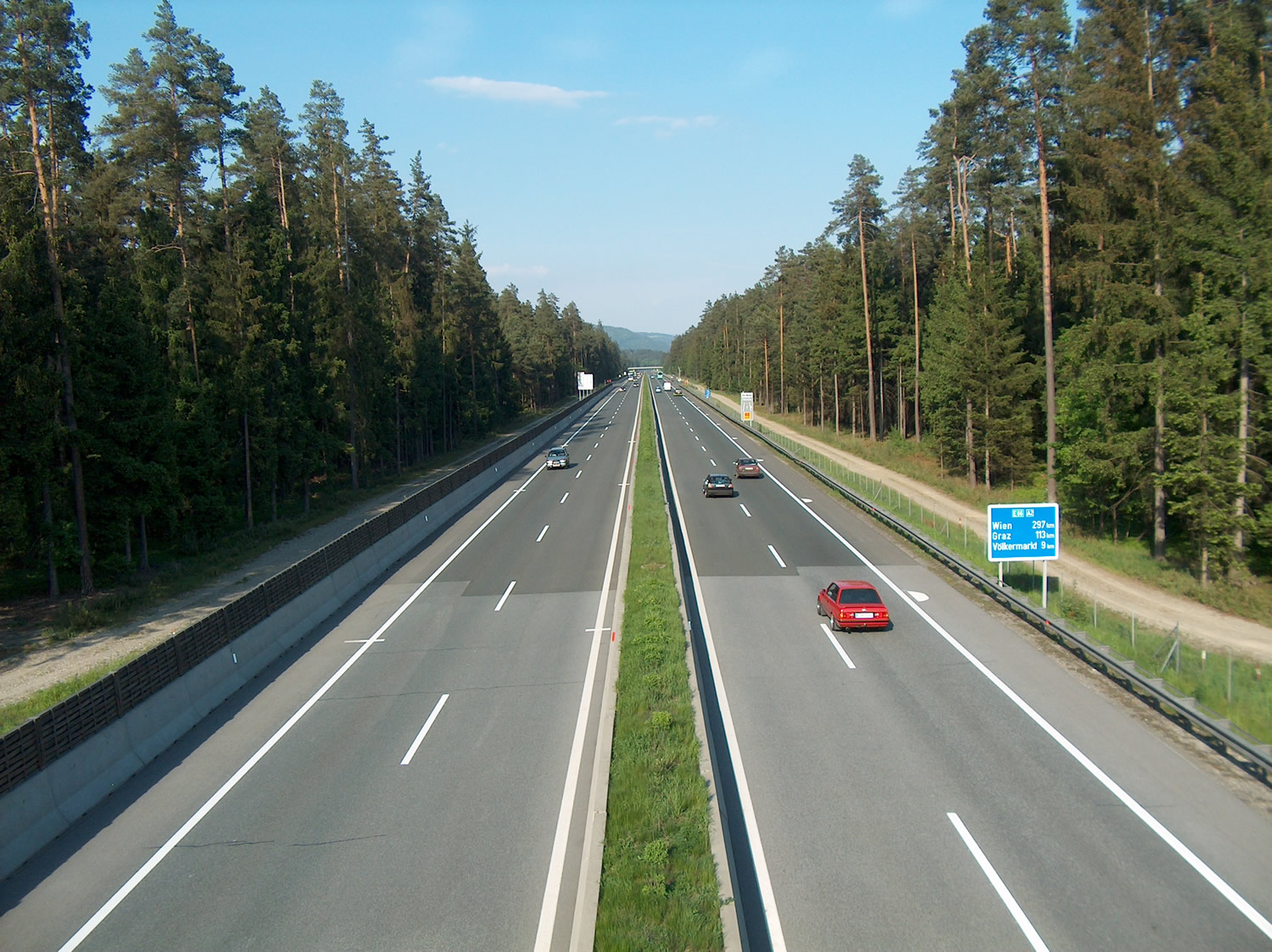
L'A2 près de Völkermarkt.

Les premiers projets de relier Vienne à l'Autriche méridionale date de l'époque du national-socialisme. Mais les travaux autoroutiers ne commencèrent réellement qu'en 1959. 
L'ouverture du premier tronçon au Sud de Vienne en Basse-Autriche, en direction de Mödling et Wiener Neustadt n'a eu lieu qu'en 1962. 
Entre 1969 et 1970 l'autoroute du Sud fut presque achevée, seuls restaient à terminer quelques accès autoroutiers, notamment autour de Klagenfurt et le franchissement de la vallée de la rivière Lavant, un affluent de la rivière Drave.
La dernière étape pour relier Klagenfurt-Ost, fut inaugurée le 25 novembre 1999.
En 2007 fut inauguré le viaduc de Lavant situé en Carinthie dans le district de Wolfsberg près de la ville de Wolfsberg. Ce viaduc autoroutier permet à l'autoroute A2 de franchir la vallée de la rivière Lavant.